# Joseph Loua
Joseph Loua (ur. 15 października 1976) – gwinejski lekkoatleta, sprinter, olimpijczyk.
W 1996 zdobył srebrny medal na mistrzostwach Afryki w lekkoatletyce.
Zawodnik dwukrotnie reprezentował swój kraj na igrzyskach olimpijskich. W 1996 w Atlancie – startował w biegu na 200 m mężczyzn (odpadł w ćwierćfinale z czasem 21,01 s.) i ponownie w 2000 w Sydney, gdzie również wystąpił w biegu na 200 m mężczyzn (odpadł w eliminacjach z czasem 21,60 s.).
Jego starszy brat Robert był również sprinterem, olimpijczykiem z 1988 i 1996.

## Rekordy życiowe
| Dystans            | Wynik | Miejsce      | Data            |
| ------------------ | ----- | ------------ | --------------- |
| bieg na 100 metrów | 10,56 | L’Aigle      | 1 maja 1997     |
| bieg na 200 metrów | 20,54 | Antananarivo | 5 września 1997 |